# Ali MacGraw
Elizabeth Alice MacGraw (ur. 1 kwietnia 1939 w Pound Ridge) – amerykańska aktorka filmowa i telewizyjna, fotografka, pisarka, działaczka na rzecz praw zwierząt i modelka.

## Życiorys

### Wczesne lata
Urodziła się w Pound Ridge w stanie Nowy Jork, jako córka Frances (z domu Klein; 1901–1980), artystki komercyjnej, i Richarda MacGrawa. Jej brat, Dick, został także artystą. Jej matka była Żydówką, córką emigrantów z Budapesztu na Węgrzech, a ojciec był pochodzenia irlandzkiego. Uczęszczała do szkoły średniej Rosemary Hall w Greenwich, w stanie Connecticut. W 1960 ukończyła studia na wydziale historii sztuki w prestiżowym Wellesley College w Wellesley, w stanie Massachusetts. 

### Kariera
W 1958 była redaktorką magazynu „Mademoiselle”. Dorabiała także jako fotograf czasopisma „Harper’s Bazaar”. Pracowała jako asystentka redakcji magazynu „Vogue” oraz modelka, zanim trafiła na duży ekran w dramacie kryminalnym Przyjemny sposób na umieranie (A Lovely Way to Die, 1968) u boku Kirka Douglasa. Rola Brendy Patimkin w ekranizacji powieści Philipa Rotha Goodbye, Columbus (1969) została uhonorowana nagrodą Złotym Globem i Złotym Laurem.
Wielkim sukcesem okazała się kreacja Jenny Cavalleri, umierającej na białaczkę córki włoskiego emigranta zakochanej w synu starej arystokratycznej rodziny w głośnym melodramacie Arthura Hillera Love Story (1970), która przyniosła jej nagrodę Złotego Globu, włoską nagrodę David di Donatello i nominację do Oscara dla najlepszej aktorki pierwszoplanowej. Po sukcesie Love Story MacGraw trafiła na okładkę magazynu „Time” (z 11 stycznia 1971). Była też na okładkach magazynów takich jak „Redbook” (w październiku 1967), „Mademoiselle” (w marcu 1968),  „Vogue” (w marcu 1970 i edycji francuskiej w maju 1971),  „Look” (w sierpniu 1970),  „Harper’s Bazaar” (w październiku 1972), „Good Housekeeping” (w listopadzie 1972), „Bravo” (w lutym 1973), „Esquire” (w lutym 1973 ze Steve’em McQueenem), „High Society” (w grudniu 1980), „Interview” (w listopadzie 1982), „Ekran” (we wrześniu 1985, w marcu 1987 i w czerwcu 1989).
W 1972, po występie w zaledwie trzech filmach, wygrawerowała odciski stóp i autograf w Grauman’s Chinese Theatre. Zagrała potem w dwóch filmach Sama Peckinpaha: Ucieczka gangstera (The Getaway, 1972) u boku Steve’a McQueena oraz Konwój (Convoy, 1978) z Krisem Kristoffersonem.
Uznanie zdobyła także na małym ekranie; jako Natalia Jastrow w miniserialu ABC Wichry wojny (The Winds of War, 1983) z udziałem Roberta Mitchuma oraz w roli Lady Ashley Mitchell w operze mydlanej ABC Dynastia (Dynasty, 1985).
W 1991 znalazła się w magazynie „People” jako jedna z 50. najpiękniejszych ludzi świata.
W 2006 zadebiutowała na Broadwayu jako dysfunkcyjna matriarcha Else w dramacie Festen z Larrym Bryggmanem, Julianną Margulies i Jeremym Sisto.
W lipcu 2006 nakręciła film dokumentalny o działalności People for the Ethical Treatment of Animals (PETA).

## Życie prywatne
Była trzykrotnie mężatką: po studiach z Kanadyjczykiem, bankowcem Robertem Martinem Hoenem (18 miesięcy), producentem filmowym Robertem Evansem (od 24 października 1969 do 1972), z którym ma syna Joshuę (ur. 16 stycznia 1971) oraz z aktorem Steve’em McQueenem (w latach 1973–1978).

## Filmografia
Filmy kinowe
- 1968: Przyjemny sposób na umieranie (A Lovely Way to Die) jako Melody
- 1969: Goodbye, Columbus jako Brenda Patimkin
- 1970: Love Story jako Jennifer Cavalleri
- 1972: Ucieczka gangstera (The Getaway) jako Carol Ainsley McCoy
- 1978: Konwój (Convoy) jako Melissa
- 1979: Gracze (Players) jako Nicole
- 1980: Co jest grane (Just Tell Me What You Want) jako Bones Burton
- 1985: Elita morderców (Murder Elite) jako Diane Baker
- 1994: Natural Causes jako Fran Jakes
- 2001: Glam jako Lynn Travers

Filmy TV
- 1983: Chińska róża (China Rose) jako Rose
- 1992: Rozbitkowie (Survive the Savage Sea) jako Claire Carpenter
- 1993: Gunsmoke: The Long Ride jako Jene Merkel

Seriale TV
- 1983: Wichry wojny (The Winds of War) jako Natalia Jastrow
- 1985: Dynastia (Dynasty) jako lady Ashley Mitchell